# 薩魯·塔奇

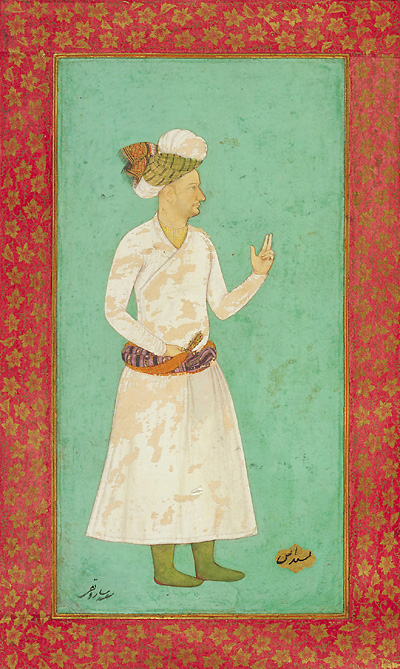
約完成於1618年的薩魯·塔奇畫像，為比尚達斯的蒙兀兒繪畫作品

米爾扎·穆罕默德·塔奇（波斯語：میرزا محمد تقی，約1579年－1645年10月11日）是薩法維帝國的一名宦官，他以其綽號薩魯·塔奇（سارو تقی，意為「金髮的塔奇」）為人熟知，薩魯·塔奇於沙阿薩非和其子阿拔斯二世統治時期，長期擔任大維齊爾一職，直到他於1645年10月11日被暗殺為止。

## 生平

### 早年
薩魯·塔奇大約在1579年出生於大不里士一個貧窮的穆斯林家庭裡，他們一家的經濟來源主要依靠薩魯·塔奇的叔叔霍瓦賈·卡西姆·阿里（Khwaja Qasim Ali）接濟，因此當其叔叔去世後，薩魯·塔奇家庭的生計隨即陷入困頓，薩魯·塔奇的父親為了謀生帶著他前往加茲溫，並於當地找到一份麵包師的工作。薩魯·塔奇成年後，他的父親將其送往伊斯法罕，在那裡薩魯·塔奇加入軍隊，成為了一名火槍手，從軍兩年後，薩魯·塔奇被拔擢至阿尔达比勒總督祖爾·菲卡爾·卡拉曼魯（Zu'l Fiqar Qaramanlu）麾下擔任財務官，並先後在占贾和希爾凡任職，日後薩魯·塔奇更升任為卡拉巴赫省的總督。然而在1615年，一位名叫穆敏（Mu'min）的毛皮商人向薩法維君主阿巴斯一世指控薩魯·塔奇强奸了自己年幼的兒子，儘管薩魯·塔奇辯解自己遭受誣陷，但他仍被阿巴斯一世下令處以宫刑，其財產亦被沒收，不過後來當阿巴斯一世發現商人確實是誣告後，他派遣宮廷醫師保住了薩魯·塔奇的性命，並將財產歸還給他。
一年後，薩魯·塔奇被任命為馬贊德蘭省總督，過了一年，其再度被調任為吉蘭省的總督。於薩魯·塔奇擔任兩省總督期間，他為法拉哈巴德和貝赫沙赫爾等地的眾多建物和城鎮打下良好基礎，尤其是他重新拓寬與鋪設馬贊達蘭的道路，使商隊能安全地穿越該地區的山脈和森林，贏得波斯國內外商人和旅行者的廣泛讚譽。1629年，阿巴斯一世去世，薩法維帝國的王位由他的孫子薩非繼承，薩非十分信任薩魯·塔奇的能力，君臣兩人相處融洽。同年，薩魯·塔奇與其他省的總督們一同鎮壓了吉蘭和馬贊達蘭一帶由賈里布沙發起的叛亂。

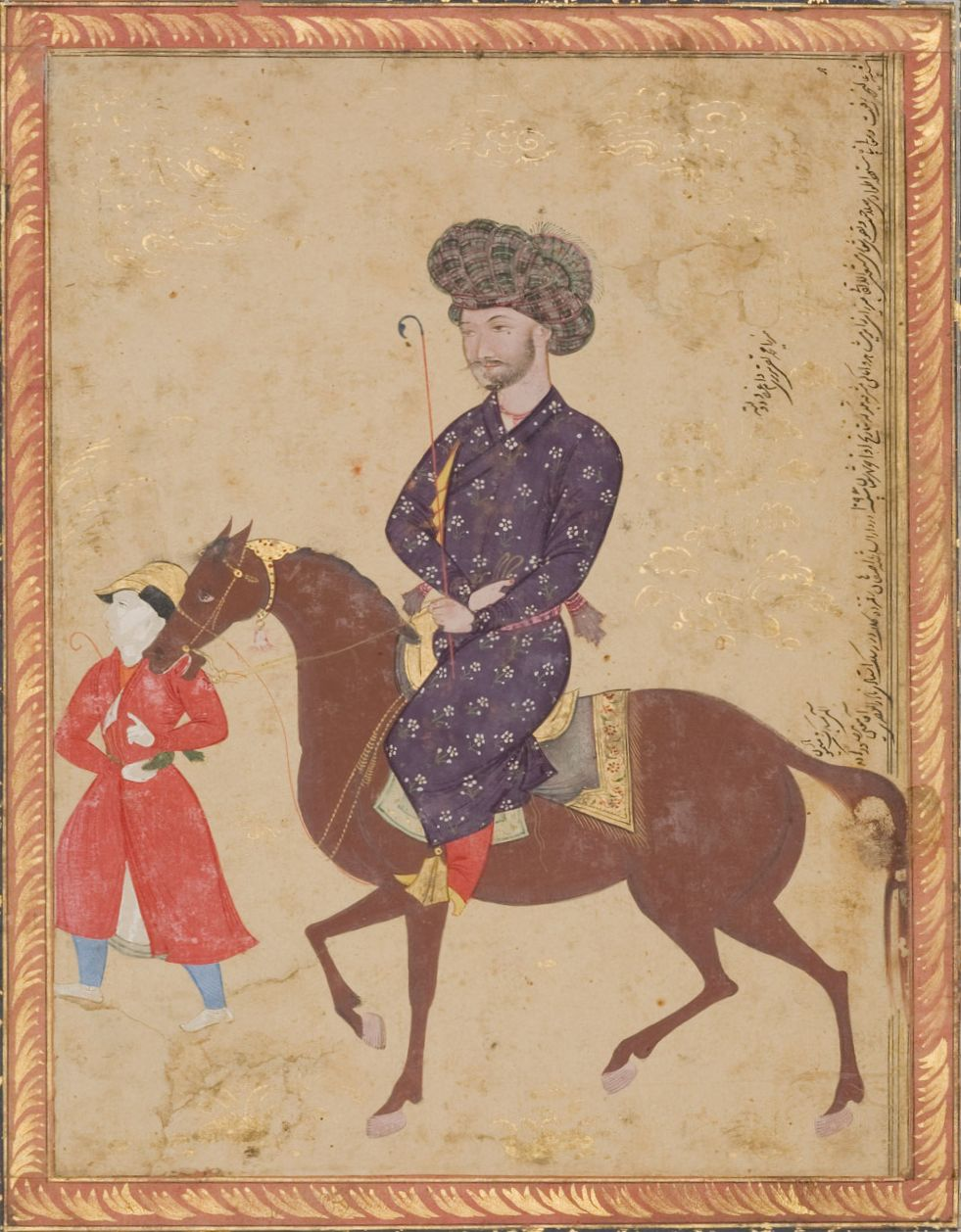
薩魯·塔奇騎馬像，1685年7月下旬在伊斯法罕繪製

1631年，薩魯·塔奇被派往巴格达參與修繕什叶派聖地的工程，同時他還從幼发拉底河開鑿了一條運河來為聖地供水。兩年後薩魯·塔奇派人秘密刺殺了薩法維帝國大維齊爾塔勒布汗。薩魯·塔奇之所以暗殺塔勒布汗，除了因雙方關係極為惡劣之外，塔勒布汗的父親哈特姆·贝格·奥尔杜巴迪拒絕薩魯·塔奇之父的求官也是導火線之一。在塔勒布汗遇刺身亡後，薩魯·塔奇接管了他位於薩法維帝國首都伊斯法罕的宅邸。

### 薩非時期
薩非隨後授命薩魯·塔奇成為他的新任大維齊爾。在薩非的首肯下，薩魯·塔奇於同年處決了他的政敵伊瑪目·庫里汗，伊瑪目·庫里汗的財產亦盡數被收歸王室所有。1634年，薩魯塔奇任命他的兄弟穆罕默德·薩利赫·貝格（Mohammad Saleh Beg）擔任馬贊達蘭省的總督，大力削弱該省馬拉什王朝皇室後裔一族的勢力。
薩魯·塔奇於大維齊爾任內施行嚴格審查稅收賬目的政策，他大力約束各省總督，對拖欠稅款的行為絕不寬待。由於薩魯·塔奇強硬的態度讓許多地方官員對其恐懼不已，因此當1638年薩魯·塔奇向坎大哈總督阿里·馬爾丹汗要求補繳大筆積欠的稅金時，懼怕薩魯·塔奇的阿里·馬爾丹汗立即選擇投奔印度蒙兀兒帝國，將坎大哈一城直接獻給了蒙兀兒君主沙賈汗。1642年5月12日，薩非因酗酒過度去世，年僅32歲。

### 阿拔斯二世時期與死亡
1642年5月15日，薩非年幼的兒子穆罕默德·米尔扎（Mohammad Mirza）在卡尚加冕為波斯國君，並選擇「阿拔斯二世」作為自己的王號。由於阿拔斯二世登基時還不到十歲，因此權力主要掌握在其生母安娜·汗努姆和大維齊爾薩魯·塔奇手中，而阿巴斯則專心於加兹温接受教育，學習治國之道。安娜·汗努姆和薩魯·塔奇的關係密切，在他們的協力合作下，薩法維帝國的政權相當穩定。法兰西人旅行家讓·夏爾丹對此評價道：
|  | 波斯諸王的母親在他們（沙阿）年紀尚幼時握有強大的權力。阿巴斯二世生母的影響力更是無與倫比。她（太后）與宰相保持著密切聯繫，時時相互幫助。薩魯·塔奇是太后的代表和心腹，他替她聚斂了巨額的財富。與此同時，太后亦藉著她那忠心耿耿的宰相之手，牢牢地統治著波斯。 |

薩魯·塔奇於1643年指控當時擔任伊斯帕薩拉爾的魯斯塔姆汗圖謀叛國，並以該罪名將其處決。同年，薩魯·塔奇在宮廷中的盟友賈尼汗（Jani Khan）之女嫁給了他的侄子。一年後，薩魯塔奇將阿里卡普宫進行擴建。

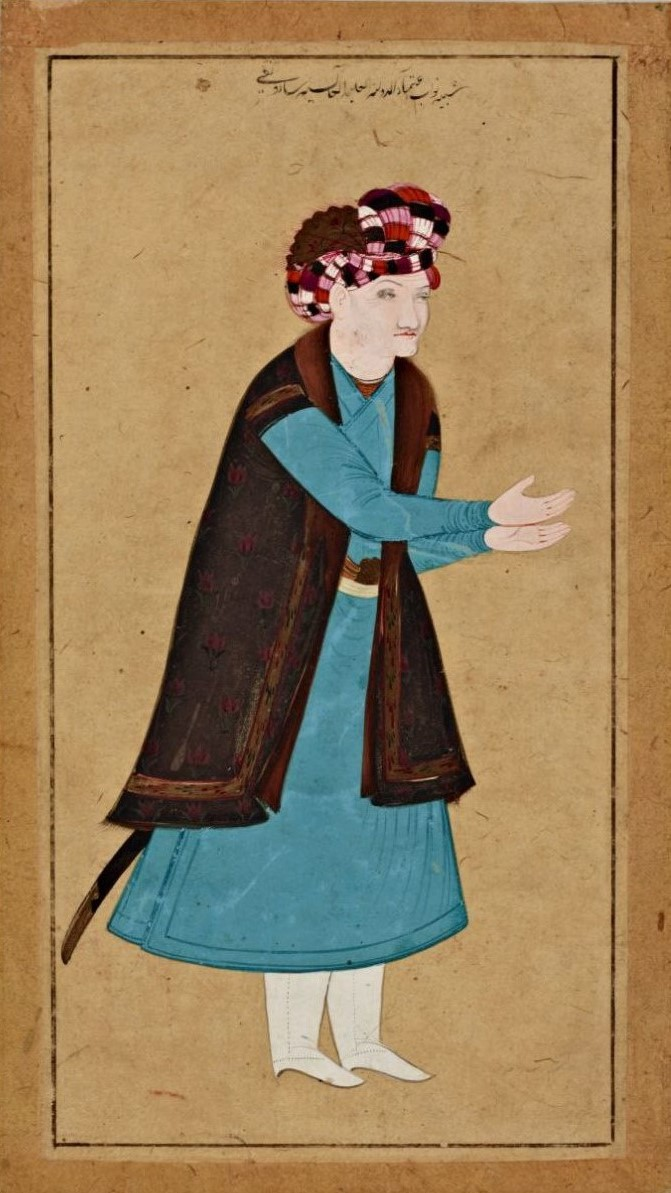
穆因·穆薩維繪製於17世紀的薩魯·塔奇畫像

1645年10月11日，薩魯·塔奇在自己的家中被其姻親賈尼汗背叛並殺害，由於薩魯·塔奇在他三年的攝政時間裡變得愈發驕橫跋扈，而日益年長的阿巴斯二世則試圖從其母親和支持她的大臣們手裡拿回權力，因此賈尼汗的行動極有可能得到阿巴斯二世的默許。當太后安娜·哈努姆聽聞薩魯·塔奇遇害的消息後大為震怒，隨即派遣她麾下的一名宦官去向賈尼汗質問他謀殺薩魯·塔奇的原因，賈尼汗則寫信羞辱了安娜·汗努姆和已故的薩魯·塔奇。最終阿巴斯二世在母親的勸說下，於四日後傳喚賈尼汗入宮，賈尼汗與其黨羽在進入皇宮後隨即被阿巴斯二世派出的兵士們殺死。待風波平息後，阿巴斯二世任命曾於1623年－1631年擔任大維齊爾的馬拉什皇室後裔哈里發·蘇丹接替薩魯·塔奇之位。

## 建築遺產
薩魯·塔奇參與了多處公共設施的營建，是薩法維時代最重要的建設者之一。在薩魯·塔奇修築的建物之中，最著名的是他重建了什葉派的聖地伊玛目阿里清真寺。除此之外，他還自掏腰包建造了為數眾多的商業和宗教建築，例如位於伊斯法罕的一座清真寺和一所巴札便是由薩魯·塔奇出資興建。